# 자루소바 (귀여워)
《자루소바 (귀여워)》(ざるそば（かわいい）)는 츠치세 야소하치가 집필한 일본의 라이트 노벨 작품이다. 일러스트는 유우키 하구레가 담당하고 있다.

## 개요
2015년에 데뷔한 신인 작가의 88번째 데뷔작이다. 제11회 MF문고 J 라이트 노벨 신인상에 선정되었다. MF문고 J 신인상 사상 최대의 작품으로 독특한 제목이 화제가 되었다.  이 작품은 드라마 CD화 되기도하였다. 특이한 제목은 화제가 되었다.

## 단행본 목록
- 자루소바 (귀여워) 2015년 12월 25일 ISBN 978-4040680132